# Хантер, Джон (губернатор)
Джон Хантер (англ. John Hunter; 29 августа 1737, Лейт, Шотландия — 13 марта 1821, Лондон, Англия) — британский военный моряк, Вице-адмирал, колониальный администратор, второй губернатор Нового Южного Уэльса (Австралия) (1795—1800).

## Биография
Родился в семье капитана торгового флота. Поступил в Эдинбургский университет, но вскоре бросил учёбу и в 1754 году поступил на службу в Королевский флот Великобритании.
В 1755 году был зачислен матросом на корабль «Centaur», позже стал мичманом на 90-пушечном британском линейном корабле «Union», а затем — на «Neptune». Во время службы на борту HMS «Neptune» участвовал в сражениях Семилетней войны, в том числе десанте на французский атлантический порт Рошфор в сентябре 1757 года, нёс службу во время морской блокады Бреста в 1758 году и захвате Квебека в 1759 году.
Позже служил на «HMS Royal Anne», "HMS «Princess Amelia» и 100-пушечном "HMS «Royal George».
В 1780 получил звание лейтенанта. Затем последовала служба на HMS «Carysfort», с 1772 по 1775 гг. —мастером на HMS «Intrepid» , HMS «Kent», HMS «Foudroyant». В 1776 по ходатайству адмирала Хау был переведен на HMS «Eagle», направлявшийся в Северную Америку.
Участвовал в войне за независимость США в качестве мастера флота. Принимал участие в Чесапикском рейде, сражении при Доггер-банке (1781).
В 1782 назначен третьим лейтенантом на флагман HMS «Victory», затем повышен до старшего лейтенанта, и принял участие в Большой осаде Гибралтара и сражении у мыса Спартель (1782). После этого 12 ноября 1782 года Хантер был назначен на свою первую командную должность — капитаном 14-пушечного шлюпа HMS Marquis de Seignelay.
15 декабря 1786 года его назначили командовать HMS «Sirius».
В 1787 году он стал заместителем Артура Филлипа, руководителя экспедиции, получившего приказ английского правительства основать поселение ссыльных преступников в Новом Южном Уэльсе, первое европейское поселение на австралийском континенте. На борту его корабля А. Филипп отправился в Австралию.
Здесь он оставался до 1792 года, после чего вернулся в Англию. В начале 1788 года Хантер возглавил экспедицию для изучения реки Парраматта, во время которой на южном берегу залива Порт-Джексон состоялся первый контакт европейцев с коренными жителями этих мест из племени эора (вангал).
После отставки первого губернатора штата Новый Южный Уэльс А. Филиппа, в январе 1794 года был назначен на пост губернатора австралийской колонии, но фактически вступил в должность в сентябре 1795 года. Находился на этой должности до 1800 года.
Срок его правления был отмечен чрезвычайно препятствующими управлению колонией спорами между двумя влиятельными офицерами, вице-губернатором Френсисом Гросом, нещадно эксплуатировавшим осужденных и предпринимателем Джоном МакАртуром. В рамках борьбы за власть в колониях, в Лондоне были отправлены анонимные письма, описывающие предполагаемые злоупотребления Хантера. В ноябре 1799 он принял решение уйти в отставку — из-за задержки доставки корреспонденции в Лондон, это произошло в апреле 1800 года.
Вернувшись домой, Хантер пытался очистить своё доброе имя, что в некоторой степени это ему удалось — в 1807 он был произведен в контр-адмиралы, а в 1810 — вице-адмиралы.
Последние годы своей жизни провел в Лондоне, где и умер.

## Память
- В честь Джона Хантера в Новом Южном Уэльсе были названы река Хантер, Хантерс-Хилл, район Хантер и др.
- В честь Джона Хантера был назван остров Хантер в Тасмании.
- В 1986 году почтовое ведомство Австралии выпустило серию марок, на одной из которых, достоинством 1 австралийский доллар изображен Джон Хантер.